# Thierry Jardinot
Thierry Jardinot est un humoriste français né le 2 mai 1963 à Paris. Il est considéré comme le fer de lance de l'humour sur l'île de La Réunion. Après plus de vingt ans dans le métier, il compte à son actif plus d'une vingtaine de DVD et CD de ses spectacles et émissions de radio ; il a également collaboré à la réalisation de trois bandes dessinées, et écrit plus de 300 sketchs... Thierry Jardinot est surement le seul artiste humoriste Réunionnais à vivre de son métier sur l'île.Il a fêté en 2005 ses 20 ans de scènes à travers le spectacle "20 ans la passé met encor’" avec l'aide de ses compères de toujours.

## Biographie

### Dans les médias
En 2009, il quitte Radio Réunion et la matinale d'Isabelle Hoarau où il tenait une chronique humour dénommé le Journal Percal pour rejoindre Antenne Réunion. Là-bas, il devient l'imitateur du programme court satirique Kanal la blague diffusé après le journal du soir de la chaîne privée. Cette émission met en scène des poupettes (caricatures graphique représentant des personnalités souvent réunionnaises). La voix de l'humoriste-imitateur est superposée aux images des personnages comme s'il parlait. Le programme fut parfois comparé aux Guignols de l'info,.
En parallèle de son activité télé, de 2011 à 2014, il retrouve les ondes sur Antenne Réunion Radio pour y tenir une chronique humoristique sur l'actualité grâce à ses imitations. En 2016, il retrouve ce rôle à la radio en rejoignant RTL Réunion pour y présenter chaque matin le Journal Mal Parlage.
Après douze années passées sur la chaîne privée, il présente le 17 décembre 2021 le dernier numéro de Kanal La Blague. Puis, dès le 24 janvier 2022, il retrouve sa complice d'antan Isabelle Hoarau, dans la matinale de Réunion la 1re radio chaque matin pour I parl pu d'sa, sa chronique humour sur l'actualité avec des imitations,.
En 2024, il participe aux côtés de son acolyte Marie-Alice Sinaman à la série documentaire Cari VIP réalisée par Lauren Ransan et Abel Vaccaro sur Canal+ Réunion.

## Spectacles

### Interprète
- Kassage le Kui Connexion (1989).
- Do feu dans la pay kan (1989).
- Ziguiler.. Ziguiler(1989).
- Whex 1 (1989).
- Whex 2 (1990).
- Whex 3 (1992).
- Spectacle du festival de l’humour (1995).
- Spectacle du festival de l’humour (1996).
- Spectacle du festival de l’humour (1997).
- Jardinot et les impros (1998).
- Colilablag’ (1999).
- Après l’an 2000 nou ri encor’  (2000).
- Vox Populi  (2004).
- 20 ans la passé met encor’   (2005).
- › Genre : Comique Réunionnais  |  Label : Piros  |  Parution : 2006 Thierry JARDINOT En Spectacle  Enregistrement : Live au Théâtre de Champ-Fleuri. Durée : 88 min.  Inclus : Le Clip "D'jealoux de nous"    01. Le nouveau marié  02. Papa gaga   03. Contrôle mobilité 04. Le père out 05. La secte la couyonisse 06. L'auto vantard 07. Le manifesteur 08. D'jealoux de nous
- Grenell la Kouyoniss    (2008).
- › Genre : Comique Réunionnais  |  Label : Piros  |  Parution : 2009 Spectacle enregistré au théâtre Luc Donat au Tampon.  Inclus le vidéo clip de « Poor lonesome flowers »   01. NERVIS COLS BLANCS 02. ESCLAVAGE 03. ANIMATION MAURICIENNE 04. VOISIN ZOREIL 05. COUPE DU MONDE 06. STEWARDS 07. PITON PARTAGE 08. REMISE DES ZOSCARS 09. TITANIC 10. POOR LONESOME FLOWERS (Clip)
- Made in Whex: Jardinot fête ses 30 ans de scène (2015)
- Yaie Yaie i parl' pu d'ca (2017)
- La voix mon péi (2019)

À noter qu'il est également auteur de ses propres spectacles.

### Auteur
- Famm’ devant cavalier derrière (2001).
- Cyclone Story  (2002) (coécriture).
- Ze Tantines (2004) (coécriture).
- Alice i demenaj’ (2005) (coécriture).

## Sitcom radiophonique
Bato la Réunion est une sitcom radiophonique écrite et jouée par Thierry Jardinot, diffusée sur Radio Réunion de 2004 à 2006 : à bord d'un paquebot, le commandant Paul dirige une équipe de bras cassés tels que M. René Paul ou Gorgio.Toute la Réunion Politique et Médiatique se voit transposée sur un transatlantique où le maître mot est Kouyoniss!.
Thierry Jardinot anime une quotidienne, un programme court, fait d’imitations et de sketchs humoristiques liés à l’actualité. Pour les primes, il y aura des parodies d’émissions ou de séries télé et des collaborations avec de jeunes humoristes. Il permet de faire connaître et de faire émerger de nouveaux talents, un peu à la « Jamel Comedy Club » : Jean Laurent Faubourg, Laurence Roustandjee, Alain Hubert, Sarah Deffeyes, Collette Carpanin, Sabine Jardinot...